# Huawei U7510
Huawei U7510 Andy – telefon komórkowy firmy Huawei oferowany przez polskiego operatora Play.
Huawei U7510 to multimedialne urządzenie z wyświetlaczem dotykowym, szybkim dostępem do Internetu w technologiach 3G oraz HSDPA. Systemem operacyjnym telefonu jest amerykański Qualcomm BREW 3.1. Urządzenie wyposażone jest w kamerę cyfrową o matrycy 2,0 megapikseli oraz drugą do rozmów video. Wśród funkcji znajdziemy obsługę plików muzycznych MP3, AAC, AAC+, eAAC+ oraz wideo: (MP4, 3GP, 3G2 (H.263)). Urządzenie posiada wbudowany odbiornik GPS współpracujący domyślnie z mapami Google (Google Maps), które pobiera z Internetu. Możliwa jest instalacja innych programów do obsługi GPS napisanych w Javie. Komórka obsługuje wiadomości MMS, aplikacje Javy (MIDP 2.0) oraz pocztę elektroniczną. Telefon posiada moduł komunikacji bezprzewodowej Bluetooth 2.0 A2DP oraz przewodowej miniUSB. Wewnętrzną pamięć można rozszerzyć kartami microSD do 8 gigabajtów.
W pakiecie od operatora znajduje się ładowarka sieciowa, zestaw słuchawkowy stereo oraz kabel USB.